# Vale (Baralla)
Vale (llamada oficialmente San Xurxo de Vale) es una parroquia y una aldea española del municipio de Baralla, en la provincia de Lugo, Galicia.

## Organización territorial
La parroquia está formada por cuatro entidades de población, constando dos de ellas en el nomenclátor del Instituto Nacional de Estadística español:
- Abelleira
- Cubilledo
- Vale
- Vilameixe

## Demografía

### Parroquia
| Gráfica de evolución demográfica de Vale (parroquia) entre 2000 y 2019 |
|                                                                        |
| Datos según el nomenclátor publicado por el INE.                       |

### Aldea
| Gráfica de evolución demográfica de Vale (aldea) entre 2000 y 2019 |
|                                                                    |
| Datos según el nomenclátor publicado por el INE.                   |